# Abel Gezevich Aganbegyan
Abel Guézevich Aganbegyán (en ruso: Абе́л Ге́зевич Аганбегя́н; 8 de octubre de 1932) es un economista ruso de ascendencia armenia.
Nació en Tiflis, RSS de Georgia, Unión Soviética (hoy en Georgia). Fue uno de  los jefe de asesores económicos Mijaíl Gorbachov y uno de los primeros economistas soviéticos en ver la necesidad de una reestructuración económica de la infraestructura empresarial y de la propia Unión Soviética.
Fue rector de la Academia de Economía Nacional en Moscú y director del Instituto de Economía de Novosibirsk. Puso de relieve algunos de los problemas económicos que enfrentaban la Unión de Repúblicas Socialistas Soviéticas, atribuyendo el mal desempeño de la economía soviética que se hizo evidente durante los años de Brézhnev, por la enorme dedicación de recursos a la defensa y al "extremo centralismo" de la economía.
Escribió libros como: La perestroika económica, una revolución en marcha, escrito en 1989 y publicado en España por la Editorial Grijalbo.
- Datos: Q318430
- Multimedia: Abel Aganbegyan / Q318430